# Церква Святого Володимира Великого (Крогулець)
Церква Святого Володимира Великого в Крогульці — парафія і храм греко-католицької громади Копичинецького деканату Бучацької єпархії Української греко-католицької церкви в селі Крогулець Чортківського району Тернопільської области.

## Відомості
Перший камінь під будівництво церкви був закладений 28 липня 1936 року. Цеглу брали з місцевої цегельні, а камінь привозили з села Сидорів на підводах. 9 червня 1938 року священник Нестор Кисілевський освятив фундамент.
З приходом радянської влади будівництво призупинилося, а після війни зведені стіни розібрали на будматеріали. На фундаменті церкви встановили пам'ятник загиблим у Другій світовій війні.
У 1992 році, з ініціативи Ганни Король, Оксани Ганзоли та Олекса Корди, була заснована греко-католицька громада.
У 1996 році розпочалося будівництво нової церкви на старому фундаменті. У 2008 році її освятив єпископ Іриней Білик.
На території парафії є фігури Богородиці та хрести парафіяльного значення.

## Парохи
- о. Нестор Кисілевський,
- о. Василь Гіркий (1992—1993),
- о. Василь Ткач (1993—1994),
- о. Роман Кріса (1995—1996),
- о. Микола Скринник (1996—2004),
- о. Роман Гончарик (грудень 2005),
- о. Олег Тройський (2005—2006),
- о. Роман Гладій (з 5 листопада 2006).